# Sacha Goldberger
Pour les articles homonymes, voir Goldberger.
Sacha Goldberger, né en 1968, est un photographe et auteur français.
Auteur d’une dizaine de livres photographiques. Il est connu notamment, pour avoir créé une série photographique où il reprend les figures des Super-Héros en version peinture Flamande, pour une série de diptyques mêlant érotisme et imaginaire : "Secret Eden", pour une série argentique prenant pour héros les fidèles du 770 à Brooklyn : "770: Lubavitchs of Brooklyn", pour une série qui traite des relations enfants/parents, lorsque ceux-ci deviennent âgés : "Meet My Mum", pour ses portrait noir et blancs des “Invisibles de l’Elysee” publiés aux éditions des Presses de la cité, pour ses “Portraits croisés” de personnalités du monde de la culture, pour ses series “Extra not so terrestre” et “I want to believe” qui revisitent le mythe de Roswell et enfin il est le créateur en 2010 du personnage de Mamika, avec sa grand-mère devenue célèbre, Frederika Goldberger.

## Biographie
Après avoir travaillé pendant 12 ans en tant que directeur artistique dans la publicité, Sacha Goldberger a publié trois livres, Je t’aime tout simplement  et Bye bye mon amour aux éditions du Seuil ainsi que Made in love aux éditions Hoëbeke. Son premier livre s’est vendu à 130 000 exemplaires dans le monde.
En 2008, il reprend des études de photographie à l’école des Gobelins. Après avoir été révélé en France grâce à ses séries sur sa grand-mère « Mamika », il confirme son talent avec la série Super Flemish, interprétation « Renaissance » des super-héros populaires. 
Depuis 14 ans, il produit et réalise des séries photos dignes de productions cinématographiques. Chacune d’entre-elles mobilise entre 50 et 150 personnes. La série Secret Eden par exemple, a nécessité la collaboration de 130 personnes, sur une période de 3 ans, et a abouti à la création de 17 diptyques d’époques différentes et de 50 portraits. De nombreux journaux et magazines publient régulièrement des articles et des portfolios consacrés à son travail.
Certaines de ces séries ont fait l’objet de tirages de très grand format. Notamment en gare d’Austerlitz, où la série Super Flemish a été exposée avec des tirages de 7 mètres de haut. 
Il a gagné le prix " Un immeuble une œuvre" remis par la ministre de la culture pour la série " Les Compagnons renaissance" exposés pendant deux ans sur la facade des anciens locaux d'Europe 1 Rue Francois Premier. Ce sont des portraits des ouvriers du chantier " Renaissance" habillés, coiffés comme des personnages du XVIème siècle. Les tirages faisaient 12 mètres de haut sur 50 mètres de long.
Sacha Goldberger navigue dans les époques à travers des costumes et des décors chargés d’histoire comme la Villa Goupil de Jacques Couëlle, le siège du PCF d’Oscar Niemeyer, la maison Louis Carré d’Alvar Aalto, le Château de Thoiry ou encore la Maison-Atelier Marta Pan d’André Wogenscky.
Après avoir publié “Les Invisibles de l’Elysée” dans lequel il a fait 30 portraits en clair obscure noirs et blanc pour illustrer les interview en collaboration avec Emery Doliger, un livre photographique "Alien Love" vient de sortir aux éditions Revelatoer qui fait echo à ses dernières series "I want to believe" et " Extra not so terrestre" photographiés et exposés à Los Angeles. 
Ambassadeur pour la marque Leica, il travaille actuellement sur la série "What if Hitchcock had been a feminist" photographié en 2022. La série questionne sur le rapport de chacun au féminisme a travers le prisme des films d'Hitchcock.

### Mamika
En 2010, Sacha Goldberger crée avec sa grand-mère, Frederika Goldberger, le personnage de Mamika,.

## Publications
- Le petit livre de "Je t'aime", éditions du Seuil, 2003.
- Made in Love, 2007 , Hoebeke,  (ISBN 978-2842302870).
- Bye Bye mon amour, avec Guillaume Gamain, 2004, Seuil,  (ISBN 978-2020580335).
- Je t’aime tout simplement, 2008, Seuil,  (ISBN 978-2020968973).
- Mamika, grande petite grand-mère, 2010, éditions Balland,  (ISBN 978-2353150854)[3].
- Mamika & Co, grande petite grand-mère et ses futurs anciens amis, 2012.
- Mamika. The Best, 2015, Fleuve Éditions,  (ISBN 978-2265114623)[4].
- 770 Brooklyn, 2015, Poetry Wanted,  (ISBN 979-1092398076).
- Les Invisibles de l’Elysée, éditions Presse de La Cité, 2021.
- Alien Love, éditions Revelatoer, 2022.

## Expositions
- Photo London 2022 (Mickey 1929/ Baudoin Lebon)
- Galerie XII Paris 2022 (Extra not so terrestre/ Galerie XII)
- Galerie XII Los Angeles 2022 (Alien Love/ Galerie XII)
- Prix 1 immeuble 1 œuvre 2021 (Les compagnons renaissance/ Ardian)
- Exposition "Renaissance", avec les ouvriers du chantier "Renaissance", rue François-1er, 75016, Paris
- Paris Photo 2020 (The Lubavitch of Brooklyn/ Gallery 51)
- Photo London 2019 (Louis CXIV/ Project 2.0)
- Photo London 2018 (X-Ray Vision/ School Gallery)
- Paris Photo 2017 (X-Ray Vision/ School Gallery)
- Église de Saint-Omer 2017 (Jesuites/ School Gallery)
- Photo London 2017 (Flemish Painting/ School Gallery)
- Aipad 2017 (Secret Eden/ School Gallery)
- Gare d’Austerlitz 2016 (Retrospective SNCF/ School Gallery)
- Paris Photo 2016 (Secret Eden/ School Gallery)
- School Gallery 2016  (Secret Eden/ solo show)
- Mairie du IVeme  2016 (770: Lubavitchs of Brooklyn)
- Art Paris 2016  (Meet My Mum/ School Gallery)
- Photo London 2016 (Super Flemish/ School Gallery)
- Bibliothèque de Marseille 2015 (Super Flemish/ School Gallery)
- Paris Photo 2015 (Meet My Mum/ School Gallery)[5]
- School Gallery 2015 (Meet My Mum/ Solo Show)
- Lille 3000 2015 (Super Flemish/ School Gallery)
- Paris Photo 2014 (Super Flemish/ School Gallery)
- School Gallery 2014 (Super Flemish/ Solo Show)
- CCBB Museum Rio 2013 (Super Mamika)
- Delhi Photo festival 2013 (Super Mamika)
- Promenades photographiques de Vendôme 2012 (Super Mamika)
- Acte 2 Galerie 2012 (Dark Mamika)
- Bercy Village 2012(Retrospective Super Mamika)
- Bailly Contemporain 2011 (Mamika & Co)
- Getxo photo festival 2011 (Super Mamika)